# 都留文科大学附属小学校
都留文科大学附属小学校（つるぶんかだいがくふぞくしょうがっこう）は、山梨県都留市大野にある公立小学校。日本で唯一の公立大学の附属小学校である。

## 概要
都留文科大学の附属校だが、入学に際して国私立小学校のように試験などによる選抜は行われず、指定学区内の住民の子弟であれば誰でも通うことができる。
元々は地域に古くからあった公立小学校が大学の設立後に附属校化したもので、校長以下の人事は山梨県教育委員会によって決定される（附属化直後当時は大学の教授が校長として派遣されていた）など、山梨県の他の公立小学校と大差ない運営が行われているが、大学の教育実習先や研究協力校としての機能も同時に併せ持ち、公開授業や研究会が開かれている。
地方独立行政法人法（平成15年法律第118号）第21条第2項により、公立大学法人による小学校の設置及び管理は認められないため、この小学校自体は引き続き都留市による設置及び管理となっている。

## 学区
- 大野（県営熊井戸団地を含む。ただし熊井戸地区を除く）
- 小野（緑町地区を除く）

## 沿革
- 1874年（明治7年）3月 - 真福寺に法能学校小野分校が、三輪神社に法能学校政伝分校が創立。
- 1876年（明治9年）1月 - それぞれ開地学校・政伝学校となる。
- 1887年（明治20年）4月 - 開地学校は三吉尋常小学校開地分校に、政伝学校は分教場に改まる。
- 1889年（明治22年）7月 - 開地分校が、開地尋常小学校として独立。
- 1919年（大正8年）4月 - 開地尋常高等小学校となる。
- 1941年（昭和16年）4月1日 - 国民学校令により、開地国民学校に改まる。
- 1942年（昭和17年）4月1日 - 谷村町と開地村・三吉村が合併。谷村第三国民学校に改称。
- 1947年（昭和22年）4月1日 - 学制改革により、谷村町立谷村第三小学校に改組。
- 1954年（昭和29年）4月 - 都留市制の開始に伴い、都留市立谷村第三小学校に改称。
- 1964年（昭和39年）4月 - 都留文科大学附属小学校となる。